# Volo Aeroflot 244
Il volo Aeroflot 244 fu dirottato il 15 ottobre 1970, rendendolo il primo dirottamento aereo riuscito noto nell'Unione Sovietica (in quanto solitamente notizie del genere venivano prontamente censurate).

## Il dirottamento
Il lituano Pranas Brazinskas e il figlio tredicenne Algirdas sequestrarono un Antonov An-24 su una rotta da Batumi, nella Repubblica Socialista Sovietica Autonoma d'Agiaria, RSS Georgiana, a Sukhumi e Krasnodar con l'intenzione di disertare per l'occidente. Pranas era stato condannato due volte dalle autorità sovietiche nel 1955 e nel 1965 per reati finanziari legati ai negozi statali in cui aveva lavorato. Scelsero i posti più vicini alla cabina di pilotaggio. Cinque minuti dopo chiamarono l'assistente di volo Nadežda Kurčenko chiedendole il controllo dell'aereo con tono minaccioso. La donna cercò di bloccare l'ingresso alla cabina di pilotaggio, senza riuscirci, urlando che i due erano armati poco prima che i dirottatori le sparassero due volte a bruciapelo, uccidendola.
Diversi membri dell'equipaggio rimasero feriti nella sparatoria che seguì. Pranas Brazinskas disse che avvenne a causa della resistenza di due guardie armate presenti a bordo. Secondo i media russi, invece, la sparatoria era partita dallo stesso Brazinskas quando l'assistente di volo corse ad avvisare i piloti, e non c'era alcuna guardia a bordo. I dirottatori requisirono l'aereo per arrivare fino a Trebisonda, in Turchia, dove si arresero al governo turco.

## Conseguenze
I Brazinskas furono processati e imprigionati, ma la Turchia si rifiutò di estradarli alle autorità sovietiche. L'aereo con i suoi passeggeri fu presto riportato in URSS. Dopo aver trascorso un po' di tempo in prigione, a padre e figlio venne concessa l'amnistia nel 1974 e si recarono prima in Venezuela e infine negli Stati Uniti. Inizialmente furono arrestati, ma in seguito gli venne concesso di chiedere asilo.
L'Unione Sovietica condannò gli Stati Uniti per aver concesso asilo ai due assassini e fece pressioni per la loro estradizione. Fino allo scioglimento dell'Unione Sovietica nel 1991, il governo sovietico non smise di chiedere la consegna dei Brazinskas e aggredì regolarmente quella che definiva come ipocrisia americana il dare rifugio ai terroristi che attaccavano gli aerei dei paesi socialisti, mentre perseguivano azioni molto diverse contro terroristi che attaccavano i cittadini americani, come nel caso Achille Lauro.
Nel 2002, Algirdas (noto come Albert Victor White) è stato condannato a Santa Monica per aver ucciso il padre di 77 anni Pranas (allora noto come Frank White) durante una discussione familiare.